# Matsushita Daisaburō
Matsushita Daisaburō (japanisch 松下 大三郎, Go: Kyokusui (曲水); geb. 24. Oktober 1878 in der Präfektur Shizuoka; gest. 2. Mai 1935  in Tōkyō) war ein japanischer Linguist, bekannt durch seine „Matsushita-Grammatik“.

## Leben und Werk
Matsushita Daisaburō brach ein Studium an der „Tōkyō semmon gakkō“ (東京専門学校), der Vorläufereinrichtung der Waseda-Universität, ab und wechselte zur  Kokugakuin-Universität, an der er 1898 seinen Studienabschluss machte. 1913 gründete er das „Nikka gakuin“ (日華学院), an dem er chinesische Gaststudenten unterrichtete. 1926 wurde er Professor an seiner Alma Mater, 1932 erhielt er den Doktorgrad.
Matsushita entwickelte eine Grammatik des Japanischen, die seinen Namen trägt. Sie basiert auf den drei Einheiten „Genji“ (原辞), „Shi“ (詞) und „Danku“ (断句), die ziemlich genau einer Einteilung in Morpheme, Wörter und Sätze entspricht. Er verfasste als Erster auch grammatische Studien zur gesprochenen Sprache. Seine wichtigsten Werke sind
- „Nihon zokugo bunten“ (日本俗語文法) – „Grammatik der japanischen Umgangssprache“, 1901
- „Kaisen hyōjun Nihon bumpō“  (改選標準日本文法) – „Verbesserte Standardgrammatik des Japanischen“, 1928
- „Hyōjun Nihon kōgo-hō“  (標準日本口語法) – „Japanischer Sprechstandard“, 1930

Mit Watanabe Fumio verfasste er
- „Kokka daikan“ (国歌大観) – „Großes Nachschlagewerk zum nationalen Liedgut“